# Tommy Emmanuel
William Thomas Emmanuel (Muswellbrook, Australia, 31 de mayo de 1955) es un guitarrista australiano, famoso por su estilo fingerpicking. A través de su carrera, ha tocado con muchos artistas notables incluyendo: Chet Atkins, Eric Clapton, George Martin y John Denver.
Cuando Tommy toca la guitarra, parece que sean dos guitarristas a la vez, sin embargo, es el estilo característico de su sonido: mientras mantiene una línea de bajos con el pulgar (normalmente esta es su forma de tocar: usando una púa de pulgar) toca la melodía con los dedos índice, corazón y anular.

## Biografía
Tommy nació en la ciudad de Muswellbrook, New South Wales. Comenzó a tocar la guitarra a los cuatro años, pasó la infancia viajando por Australia con el grupo musical de su familia, tocando la guitarra rítmica.
En 1966, cuando su padre murió, comenzó a dar lecciones de guitarra a los doce años. Primero destacó nacionalmente, cuando ganó una serie de concursos en sus años de adolescencia, y a finales de los años 1970, tocaba con su hermano Phil en el grupo Goldrush. A principios de los años 80 reunió la banda reformada de Dragon, uno de los grupos principales de rock de los años 70, viajando extensamente con ellos, incluyendo un viaje en 1987 con Tina Turner, antes de irse a emprender su carrera en solitario.
Tommy, a pesar de no tener conocimientos musicales académicos, posee un sentido musical natural y una capacidad de tocar prodigiosamente que le ha hecho ganar miles de seguidores por todo el mundo. También es percusionista profesional, sirviéndose del cuerpo de la guitarra.
En julio de 1999, en la 15th Annual Chet Atkins Appreciation Society Convention, Chet presentó a Tommy con el grado certificado honorario de músico de la guitarra, un honor concedido solamente a dos guitarristas más (uno, Atkins mismo) “en el reconocimiento de sus contribuciones al arte de Fingerpicking”.
Uno de los momentos estelares de su carrera fue su actuación en vivo en Sídney donde participó en la ceremonia de cierre de las Olimpiadas de verano en el 2000. Mil millones de personas contemplaron este acontecimiento en todo el mundo.
Emmanuel es cristiano convertido desde su recuperación, hace dos décadas, del abuso de las drogas.
Tommy lanzó el DVD "Live At Her Majesty's Theatre, Ballarat, Australia" el 11 de julio de 2006.
El último álbum de Tommy, “Tommy Emmanuel Essentials”, salió en 2010.
Su canción “Gameshow Rag/Cannonball Rag” estuvo nominada a un Grammy para “Best Country Instrumental Performancel” en la 49.ª edición. La canción es del CD “The Mystery”.

## Discografía
- 2017 Accomplice one
- 2017 Pickin´
- 2017 Live! at the ryman
- 2017 Music gone public
- 2016 Christmas memories
- 2015 It's Never Too Late
- 2015 Just Passing Through
- 2014 The Guitar Mastery Of Tommy Emmanuel
- 2013 Live And Solo In Pensacola
- 2013 The Colonel And The Governor
- 2011 All I Want For Christmas
- 2010 Tommy Emmanuel Essentials
- 2010 Little by Little
- 2009 Just Between Frets
- 2008 Center Stage
- 2006 The Mystery
- 2006 Happy Hour
- 2005 Live One
- 2004 Endless Road
- 2001 Greatest Hits
- 2000 Only
- 1998 Collaboration
- 1997 The Day Finger Pickers Took Over The World (With Chet Atkins)
- 1997 Midnight Drive
- 1996 Can't Get Enough
- 1995 Classical Gas
- 1995 Initiation
- 1994 Back On Terra Firma
- 1993 The Journey Continues
- 1993 The Journey
- 1992 Determination
- 1990 Dare To Be Different
- 1987 Up From Down Under
- 1979 From Out Of Nowhere